# Damé
Damé est une localité de l'est de la Côte d'Ivoire, et appartenant au département d'Agnibilékrou, Région du Moyen-Comoé. La localité de Damé est un chef-lieu de commune.